# 임종성 (야구 선수)
임종성(2005년 3월 3일 ~ )은 KBO 리그 두산 베어스의 내야수이다.

## 두산 베어스시절
2024년에 입단하였다. 2024년 9월 28일 NC 다이노스와의 경기에 출전하며 데뷔 첫 경기를 치렀고, 경기에서 3타수 무안타를 기록하였다.

## 출신 학교
- 대구본리초등학교
- 대구중학교
- 경북고등학교